# 教育部微生物资源重点实验室
2000年云南大学云南省微生物研究所向中华人民共和国教育部申报建立"微生物资源开发研究重点实验室"，获得批准。姜成林教授为实验室主任。该实验室是西南地区唯一一个教育部重点实验室，标志着云南大学微生物资源研究进入一个新阶段。
云南大学微生物研究所拥有微生物学硕士、博士、博士后授予点，这些都标志着云南大学云南省微生物研究所真正成为微生物高层次人才培养的基地，而教育部微生物资源重点实验室则是人才培养骨干力量。